# Transelevador

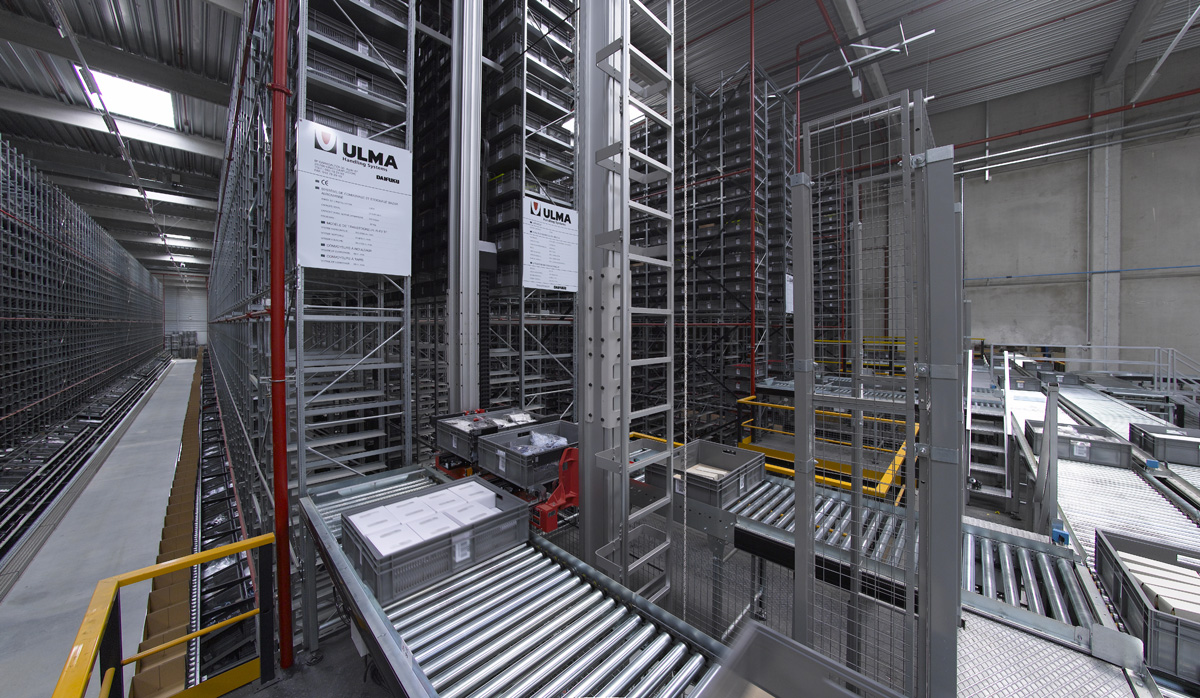
Armazém Automático

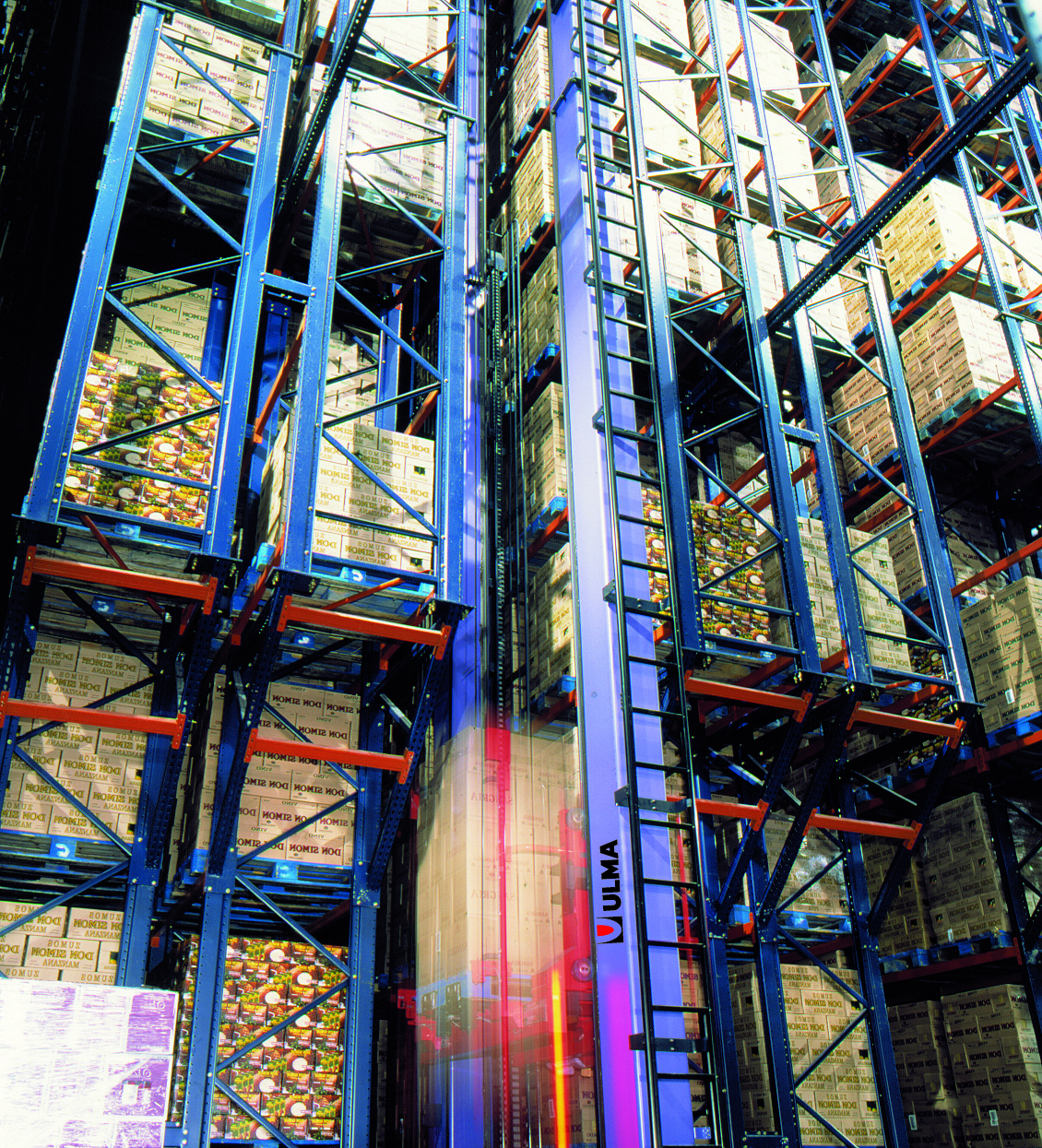
Armazenamento Automático

Os transelevadores são robôs criados para o armazenamento automatizado. Podem ser de paletes ou de unidades de dimensões menores. Os transelevadores deslocam-se a longo do armazem, fazendo uso de todo o pe direito do galpão, fazendo funções de: locação da mercadoria e a sua entrada ou a saida.
Os transelevadores aportam eficiencia, rapidez e grande exatidão na movimentação necessaria para fazer as tarefas do almoxarifado, desta forma, aumentando a produtividade no processo de armazenagem e na separação de pedidos. Os robôs podem ser adaptados às caracteristicas de qualquer operação. Existem diferentes tipos de extração da mercadoría segundo as dimensões da mesma, carateristicas de armazenagem, etcétera,... e também podem funcionar em curva segundo o layout do armazém.
Um robô transelevador é o principal dispositivo de um armazém automatizado e é o responsável pela realização das operações de locação e extração das mercadorias, do transporte e da apresentação das mesmas no posto de picking ou extração.

## Tipos de transelevadores
Existem diferentes tipos de transelevadores segundo as caracteristicas do armazém e a mercadoria que será manipulada:
- Mini Load: Os transelevadores Mini Load são desenhados para a manipulação da mercadoria em unidades ou em caixas; a mercadoria com tamanhos mais reduzidos e de menor peso. [2]
- Unit Load: Os transelevadores Unit Load estão desenhados para a manipulação da mercadoria em paletes e nestes casos a mercadoria pode ser mais pesada. [3]